# Chrysomallon squamiferum
Ốc sên chân giáp hay ốc sên thủy nhiệt hay tê tê biển (Danh pháp khoa học: Chrysomallon squamiferum) là một loài động vật chân bụng có vỏ trong họ Peltospiridae sinh sống ở vùng đáy Ấn Độ Dương. Năm 2019, loài này đã được tuyên bố có nguy cơ tuyệt chủng trong Sách đỏ của IUCN, loài đầu tiên được liệt kê như vậy do rủi ro từ khai thác mỏ dưới biển sâu môi trường sống thông hơi của nó cũng sản xuất quặng kim loại chất lượng cao chúng cũng có tên thường gọi là ốc sên chân vảy thường sống ở độ sâu khoảng 2.400 m so với bề mặt đại dương.

## Đặc điểm
Đây là một loài ốc sên thủy nhiệt thuộc họ động vật thân mềm sống dưới đáy biển sâu. Môi trường sống khắc nghiệt đã khiến ốc phải tự thích nghi bằng một bộ áo giáp độc đáo. Đây là loài sinh vật duy nhất trên Trái đất được biết đến với khả năng sử dụng sắt trong chính bộ vỏ của mình để làm lớp bảo vệ, mỗi lớp trong chiếc vỏ dày của ốc đều có vai trò quan trọng đóng góp vào sự hiệu quả về mặt phòng ngự của ốc. Đó chính là một chiếc vỏ gồm ba lớp. 
- Lớp ngoài cùng dày khoảng 30 micromet, được làm bằng sulfide sắt. Lớp này có thể vỡ khi bị va đập nhưng đó cũng là cách để ốc hấp thụ năng lượng, đồng thời làm nản lòng bất cứ kẻ thù nào muốn tấn công nó.
- Lớp giữa là sừng hữu cơ, tương tự như lớp phủ bằng protein mỏng ở trên các loại vỏ ốc khác. Đây cũng là lớp dày nhất trong ba lớp và cũng là dày nhất (khoảng 150 micromet), có tác dụng như một tấm đệm hữu cơ giảm thiểu cơn đau cho ốc.
- Lớp trong cùng là aragonite là một dạng calci carbonat thường được tìm thấy trong vỏ của nhiều loài động vật thân mềm và san hô khác nhau.

Có thể thấy, loài ốc sên này có vỏ siêu cứng được làm cấu tạo từ 3 lớp, giúp chúng chịu được những tác động mạnh và tránh sự tấn công của kẻ thù, trong đó lớp ngoài cùng cấu tạo từ sắt sulfide và lớp xốp giữa có chức năng giảm sốc. Cấu tạo lớp vỏ tinh vi của loài ốc sên tạo cảm hứng nghiên cứu cho các nhà khoa học để áp dụng thiết kế các loại áo giáp trong quân đội. 